# 北大法宝
北大法宝是北大英华公司、北京大学法制信息中心和北京大学法律翻译研究中心共同创办的法律在线检索综合网站。1985年，北京大學法律系研發了第一個法律數據庫，1995年推出網站，系列数据库包括《法律法规数据库》、《司法案例数据库》、《法学期刊数据库》与《英文法规数据库》等，收錄1949年以來的各類中華人民共和國法律文書。

## 外部連結
- 数据库网站
- 企业官网